# Guayacán Orquesta
Guayacán Orquesta est un groupe colombien de salsa, fondé à Bogota.
Guayacán est le nom espagnol d'un genre d'arbre, Guaiacum, qui fournit un bois très dur, le gaïac.

## Historique
L'orchestre est dirigé par Alexis Lozano qui joue de plusieurs instruments musicaux parmi lesquels la basse et le trombone.
Lozano est né à Quibdó,dans le Chocó, une région sur la côte Pacifique colombienne, avec une importante population afro-colombienne. 
Il s'est installé à Bogota et là, avec Jairo Varela et d'autres musiciens colombiens il a cofondé Grupo Niche, avec qui il a enregistré quatre albums : 
Al pasito (1979), Querer es poder (1981), Prepárate Grupo Niche, vol. 2 (1982) y Niche (1983).
Groupo Niche a ensuite "splitté" et Varela Lozano a fondé son propre groupe, Guayacán Orchestra, dont le premier album, Llegó la hora de la verdad, est sorti en 1985.
La sangre que alborota en 1987 et Guayacán es la orquesta en 1988.
La première formation comprend le cofondateur Richie Valdes (chant) et son frère William (timbales) et Julio Cesar Valdes (basse), avec John Lozano (voix) et Israël Tanenbaum (claviers), 
Ensuite Richie et William Valdes ont quitté le groupe après l'album Guayacán es la orquesta et rejoint Grupo Niche.
Varela Lozano leur a trouvé des remplaçants et l'Orquesta Guayacán a pu continuer d'exister.
Le groupe est devenu très connu en Colombie et aux États-Unis puis dans toute l'Amérique latine. 
Parmi leurs succès : «Te amo, te extraño», «Cada día que pasa», «Un amor a cuenta gotas», «Amalia de noche», «Oiga, mire, vea», «Invierno en primavera», «Como una hoguera», «Mi muchachita», «Un vestido bonito», et surtout «Yolanda», . 
Le groupe a sorti de nombreux albums depuis le début des années 1990 qui ont eu du succès mais un peu moins depuis qu'il y a la concurrence du reggaeton et de la bachata.
Le 16 février 2011, Jairo Ruiz Damian, l'un des premiers chanteurs de l'Orchestre Guayacán est mort à Veracruz, au Mexique.  Il a été retrouvé pendu à son domicile. 
Il était connu pour l'interprétation des titres tels que  «Invierno en primavera», «Amor a cuenta gotas», «Cada día que pasa», entre autres.